# Songgwang-myeon
Songgwang-myeon (koreanska: 송광면) är en socken i kommunen Suncheon i provinsen Södra Jeolla i den södra delen av Sydkorea, 290 km söder om huvudstaden Seoul.